# Ким, Екатерина Георгиевна
Екатери́на Гео́ргиевна Ким (15 января 1930, с. Николаевка, Дальневосточный край, СССР — 19 июня 2019 года) — звеньевая колхоза, Герой Социалистического Труда (1953).

## Биография
Родилась в селе Николаевка Дальневосточного края (ныне Партизанского района Приморского края), куда семья (отец Ким Гих Вар и мама Хен Ин Сэн, сыновья Всеволод и Вячеслав), узнав об основании колхоза из местных корейцев, переехала в 1930 году из посёлка Находка.
Осенью 1937 года семья была депортирована в Узбекскую ССР.
В 1941 году устроилась в колхоз имени Свердлова Верхне-Чирчикского района, сгребала сено в кучи. Училась в школе только зимой, весной занятия были до обеда, потом дети шли на поля. Была назначена главой комсомольско-молодёжного звена по выращиванию лубяной культуры, которое собирало около двухсот центнеров кенафа с одного гектара. Окончила сельхозтехникум, обучалась в Тимирязевской академии в Москве. За выдающиеся трудовые достижения в 1948 году (в 18 лет) награждена орденом Трудового Красного Знамени.
Звено Екатерины Ким собрало рекордные 118,9 центнера джута с гектара на участке площадью более 17 гектаров. Указом Президиума Верховного Совета СССР от 21 декабря 1953 года удостоена звания Героя Социалистического Труда с вручением ордена Ленина и золотой медали «Серп и Молот».
Вырастила 10 детей. Проживала в селе Новицкое, Партизанский район, Приморский край.